# Kralj Matjaž in Alenčka
Kralj Matjaž in Alenčica je pripoved, ki je bila mnogokrat znova napisana in interpretirana po željah avtorja (Vodnikova pesnitev, ki jo je priredil v letih 1813–1819, in pravljica Daneta Zajca, ki je izšla leta 1991 ... ).

## Vsebina
Pravljica govori o legendi Kralju Matjažu, ki ga na jutro po poročni noči pokličejo v boj s Turki. Tako mora kralj pustiti svojo novo ženo samo doma, sam pa se odpravi v boj. Za varstvo ji pusti svojega konja Svita, ki lahko govori in misli po človeško. Če bi se kraljici kaj zgodilo, bi kralju lahko prišel povedat. Kasneje pridejo Turki in Sultan si za svojo ženo izbere Alenko. Tako jo mora kralj Matjaž  rešiti. Preobleče se v Turka in se pomeša med njihovo vojsko. Ker je izredno pogumen, mu Sultan dovoli ples s svojo ženo. Alenčica ga prepozna po poročnem prstanu, ki ga nosi na roki. Tako jo uspe ugrabiti. Med potjo ju skoraj ustavi narasla voda, ki jo s konjem ne moreta prečkati. Pomaga jima njuna ljubezen, ki je ujeta v prstanu in voda se razdeli na dva dela. Tako srečno prispeta domov. 

## Analiza
Pripoved temelji na dokaj razširjenem motivu o junaku, ki z zvijačo ali tudi s silo reši svojo ugrabljeno ženo.
Kralj Matjaž je legenda o madžarsko-hrvaškem kralju Matiju Korvin. Sama legenda pravi, da kralj Matjaž spi pod Peco in da se bo zbudil, ko mu bo brada sedemkrat zrasla okrog mize. Alenčica pa predstavlja lik njegove žene, ki je sicer zelo pomemben, vendar se kralj tega ne zaveda, dokler mu je ne ugrabijo. Takrat pa mu je naenkrat vse postalo nepomembno in je odhitel reševat svojo ženo. Premišljeno in z zvijačo je pretental Sultana in prišel najprej do plesa z Alenčico. Potem pa je izkoristil dir svojega zvestega konja in uspešno sta pobegnila.